# К'яварі
К'яварі (італ. Chiavari, ліг. Ciävai) — муніципалітет в Італії, у регіоні Лігурія,  метрополійне місто Генуя.
К'яварі розташовані на відстані близько 380 км на північний захід від Рима, 33 км на схід від Генуї.
Населення — 27 567 осіб (2014).

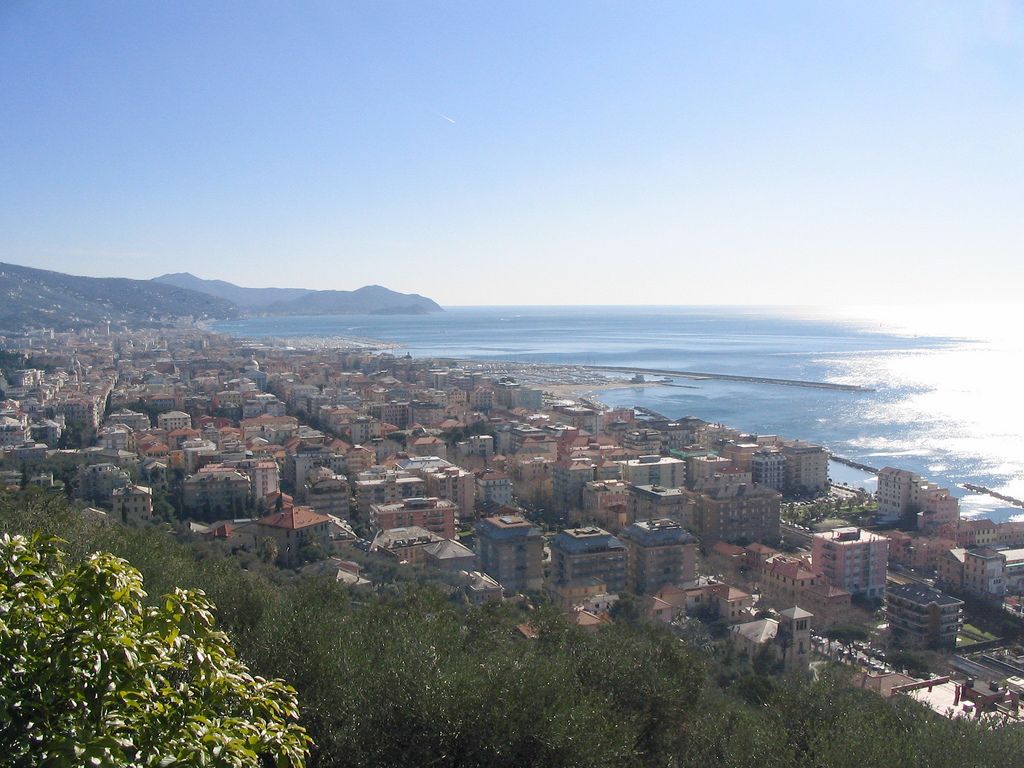

Щорічний фестиваль відбувається 2 липня. Покровитель — Nostra Signora dell'Orto.

## Демографія
Населення за роками:

Станом на 1 січня 2023 року в муніципалітеті офіційно проживало 2429 іноземців з 82 країн, серед них 411 громадян країн Євросоюзу та 234 громадяни України.

## Сусідні муніципалітети
- Караско
- Когорно
- Лаванья
- Леїві
- Цоальї